# میدنیه‌ویتسه-توپولا
میدنیه‌ویتسه-توپولا [mjɛdɲɛˈvit͡sɛ tɔˈpɔla] یک روستا در گمینا سکیرنگویتسه، در استان ووتسکی، تقریباً در مرکز لهستان و در فاصلهٔ ۵ کیلومتر (۳ مایل) شمال شرقی اسکرینی‌ویتسه و در ۵۵ کیلومتر (۳۴ مایل) شمال شرقی پایتخت منطقه ای ووچ قرار دارد.
این روستا ۱۵۳ نفر جمعیت دارد.